# دراغون كون
دراغون كون (بالإنجليزية: Dragon Con)‏ هو مؤتمر متعدد الأنواع في أمريكا الشمالية تأسس في سنة 1987 ويقع في أتلانتا (جورجيا). يبلغ عدد الحضور حوالي 50 ألفا. يقدم العديد من البرامج لعشاق الخيال العلمي والفنتازيا والقصص المصورة وغيرها. تشرف عليه شركة خاصة ذات أهداف ربحية مع مساعدة من 1500 موظف متطوع.

## وصلات خارجية
- الموقع الرسمي